# أرتورو سوريا (محطة مترو أنفاق مدريد)
أرتورو سوريا (بالإسبانية: Arturo Soria)‏ هي محطة مترو أنفاق في مدريد في إسبانيا، تقع على الخط رقم 4.